# Parafia Przemienienia Pańskiego w Nowosiółkach
Parafia Przemienienia Pańskiego w Nowosiółkach – parafia rzymskokatolicka znajdująca się w dekanacie Łaszczów, w diecezji zamojsko-lubaczowskiej. 
Do parafii należą wierni z następujących miejscowości: Kolonia Radków, Marysin, Nowosiółki, Nowosiółki Osada, Poturzyn, Poturzyn-Osada, Suszów, Suszów Osada, Wasylów (część)
Parafia została erygowana 3 maja 1938.
Liczba mieszkańców: 1700.